# 稲垣乙丙

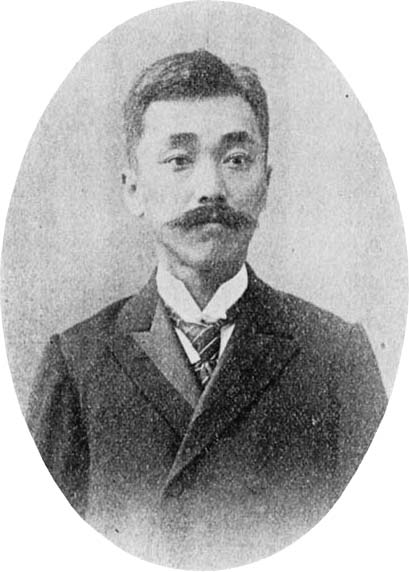
稲垣乙丙

稲垣 乙丙（いながき いっぺい、文久3年11月4日（1863年12月14日） - 昭和3年（1928年）3月27日）は、日本の農学者。

## 経歴
信濃国諏訪郡上諏訪村（現長野県諏訪市）出身。諏訪藩士・柴田家に生まれ、1885年（明治18年）旧小諸藩士の稲垣重為の養子となった。
1878年（明治11年）、松本師範学校に入学。卒業後、小学校訓導となった。1883年（明治16年）、東京師範学校に入学し、1886年（明治19年）に卒業。長野県師範学校附属小学校訓導・助教試補となった。1887年（明治20年）、東京農林学校に入学し、さらに1891年（明治24年）に帝国大学農科大学に入学した。1894年（明治27年）に卒業後は、大学院に入った。1897年（明治30年）、高等師範学校教授となり、1900年（明治33年）に農学博士の学位を得た。同年、農学研究のためドイツに留学した。1903年（明治36年）に帰国後、盛岡高等農林学校教授に就任した。1906年（明治39年）、東京帝国大学農科大学教授に転じ、気象学講座を担当した。墓所は多磨霊園。

## 栄典
- 1908年（明治41年）12月11日 - 従五位[3]

## 著書
- 『小学信濃地誌』（1888年）
- 『農業算術』（1893年、博文館）
- 『農学入門』（1896年、博文館）
- 『植物営養論』（1898年、博文館）
- 『土地改良論』（1900年、興文社）
- 『農地測量書』（1900年、興文社）
- 『農学入門』（1900年、博文館）
- 『初等作物通論』（1900年、博文館）
- 『農学階梯』（1904年、博文館）
- 『農芸物理 気象学』（1905年、博文館）
- 『農芸物理 実験農学』（1907年、博文館）
- 『稲作豊凶予知新論』（1907年、博文館）
- 『農地改良学』（1908年、興文社）
- 『通俗作物栽培学新書』（1910年、大日本勧農会）
- 『農芸物理 農具学』（1911年、博文館）
- 『最新農学実験法講義』（1912年、成美堂書店） 春原平八郎と共著
- 『新編 農業通解』（1913年、成美堂書店）
- 『農村之改良』（1913年、大正書院） 加納久宜と共著
- 『新編 農業気象学』（1916年、博文館）
- 『日本の天恵』（1918年、通俗大学会）
- 『最小律の展開 漸減則の充実』（1918年、成美堂書店）
- 『農業経営 実用計算』（1921年、成美堂書店） 大森安次郎と共著
- 『農地改良学』（1924年、興文社）
- 『農用器具学』（1925年、博文館） 杉原清一と共著